# Luo Honghao
Luo Honghao (chinesisch 罗弘昊, Pinyin Luō Hóng Hào; * 31. Januar 2000 in Nanchang) ist ein chinesischer Snookerspieler aus Jiangxi. Von 2018 bis 2021 gehörte er 3 Jahre lang der World Snooker Tour der Profis an.

## Karriere
Luo lernte bereits im Kindesalter Klavier spielen. Er war erfolgreich und wurde auch ausgezeichnet, als er jedoch später Snooker für sich entdeckte, gab er die Musik auf. Mit 11 Jahren gewann er seinen ersten großen Jugendtitel. Mit 13 nahm er an der Asian Tour, dem in China ausgetragenen Teil der Players Tour Championship teil. Bei den Zhangjiagang Open kam er bis in Runde 3 und bei den Zhengzhou Open schaffte er es sogar bis ins Achtelfinale. Im Jahr darauf besiegte er beim Yixing Open mit Rouzi Maimaiti erstmals einen einheimischen Profi und bei den Haining Open mit dem Schotten Eden Sharav einen britischen Spieler. 2015 gelang ihm in Haining ein Sieg über einen internationalen Profi: Er gewann knapp mit 4:3 gegen Chris Wakelin. Das war das letzte Jahr, in dem die Tour stattfand.
2016 nahm Luo an der China Snooker Youth Series mit 4 Turnieren teil. Er gewann ein Turnier und erreichte dreimal das Halbfinale. Im selben Jahr erzielte er auch sein erstes Maximum Break bei einem nationalen Turnier. Er wechselte an die World Snooker Academy des chinesischen Verbandes, um sein Spiel zu verbessern. Mehrfach bekam er auch eine Wildcard für die Turniere der Profitour in China, konnte sie allerdings nicht zum Einzug in die Hauptrunden nutzen. Des Weiteren nahm er auch an internationalen Amateurturnieren teil. Bei der U21-Weltmeisterschaft 2017 besiegte er im Halbfinale den U18-Europameister Tyler Rees und verlor das Endspiel gegen seinen Landsmann Fan Zhengyi knapp mit 6:7. Bei der Erwachsenen-WM verlor er danach im Viertelfinale gegen den späteren Amateurweltmeister Pankaj Advani. Bei der 2018 neu eingeführten WSF Championship besiegte er Jamie Clarke mit 4:0, zog mit 4:3 über den polnischen Ex-Profi Kacper Filipiak ins Finale ein und holte sich mit einem 6:0 über dessen Landsmann Adam Stefanów den Titel. Damit qualifizierte er sich auch mit 18 Jahren für die folgenden beiden Spielzeiten der Profitour.
Anschließend bekam er eine Wildcard für die China Open und zog mit Siegen über Basem Eltahhan und Stuart Carrington erstmals in die Hauptrunde eines Profiturniers ein. In Peking gelang ihm in Runde 1 ein 6:4-Sieg über den Weltranglisten-15. Anthony McGill. Durch ein 6:5 über Duane Jones zog er ins Achtelfinale ein, wo er schließlich Tom Ford unterlag.
In der Saison 2018/19, seiner ersten Profisaison, erreichte er das Viertelfinale der English Open und die Hauptrunde der Snookerweltmeisterschaft, wo er spektakulär mit 0:10 gegen Shaun Murphy verlor. Im Laufe des Spieles erzielte Luo nur 89 Punkte und stellte damit einen neuen Negativrekord für die niedrigste Gesamtpunktzahl in einem Spiel der WM-Hauptrunde auf. In seiner zweiten Saison gelang es ihm, mit einer Viertelfinalteilnahme beim Riga Masters und Teilnahmen an der Runde der letzten 32 der China Championship und des Snooker Shoot-Out seine Form aus der Debütsaison zu unterstreichen. Am Saisonende belegte er knapp Rang 61 der Snookerweltrangliste und qualifizierte sich damit auch für eine dritte Saison. Trotz guter Ergebnisse in der Championship League und der WST Pro Series reichten seine Ergebnisse nicht aus, um seinen Platz in den Top 64 zu verteidigen. Da er am Saisonende nur Platz 71 belegte, verlor er nach drei Spielzeiten seinen Profistatus. Anschließende Versuche einer Rückkehr über die Q School und die WPBSA Q Tour 2022/23 misslangen ihm. Er kehrte nach China zurück und nahm dort in den folgenden Jahren an der Asien-Q-School teil, blieb aber ebenfalls erfolglos.

## Erfolge
Profiturniere:
- Viertelfinale: English Open (2018), Riga Masters (2019)
- Achtelfinale: China Open (2018), Zhengzhou Open (2013, Minor-Ranking-Turnier)

Amateurturniere:
- WSF Championship (2018)